# تاريدالت
تاريدالت أو تاريدال هو أحد قصور بلدية أولاد أحمد تيمي بدائرة أدرار التابعة لولاية أدرار بالجنوب الغربي الجزائري

## أصل التسمية
تاريدالت مؤنث لأريدال وتعني الضبع في الزناتية. وقيل هي مشتقة من تاريدان وتعني الضيعة في الزناتية كذلك.

## التاريخ
شهد تاريخ تاريدالت الكثير من المحطات أهمها:
- 1047 م (439/438 هـ) قبيلة زناتة وابن امحمد وأولاد امعمر قدموا من تافيلالت وأولاد غانوا وتمركزوا بتاريدالت.[3]
- نشوب خلاف حاد بين تمنطيط وتاريدالت سنة 1385 م (787/786 هـ).[3]
- أولاد جرار يهجمون على تاريدالت سنة 1386 م (788/787 هـ).[3]
- قدوم الشرفاء العلويين من فنوغيل ليستوطنوا بتاريدالت سنة 1504 م (910/909 هـ).[3]

## السكان
يسكن هذا القصر شرفاء علويون.

## الأعلام
1. مولاي علي بن سيد حمادي: وهو أحد أعلام قصر تاريدالت نهاية القرن التاسع عشر، كانت له سلطة قائد على شرفاء تيمي والهبلة[1]